# Domèvre-en-Haye
Domèvre-en-Haye és un municipi francès situat al departament de Meurthe i Mosel·la i a la regió del Gran Est. L'any 2007 tenia 455 habitants.

## Demografia

### Població
El 2007 la població de fet de Domèvre-en-Haye era de 455 persones. Hi havia 143 famílies, de les quals 20 eren unipersonals (8 homes vivint sols i 12 dones vivint soles), 33 parelles sense fills, 78 parelles amb fills i 12 famílies monoparentals amb fills.
La població ha evolucionat segons el següent gràfic:
Habitants censats

### Habitatges
El 2007 hi havia 162 habitatges, 145 eren l'habitatge principal de la família, 8 eren segones residències i 8 estaven desocupats. 151 eren cases i 11 eren apartaments. Dels 145 habitatges principals, 120 estaven ocupats pels seus propietaris, 24 estaven llogats i ocupats pels llogaters i 2 estaven cedits a títol gratuït; 5 tenien dues cambres, 12 en tenien tres, 24 en tenien quatre i 104 en tenien cinc o més. 110 habitatges disposaven pel capbaix d'una plaça de pàrquing. A 49 habitatges hi havia un automòbil i a 86 n'hi havia dos o més.

### Piràmide de població
La piràmide de població per edats i sexe el 2009 era:
| Homes | Edats   | Dones |
| ----- | ------- | ----- |
| 0     | 95 o +  | 0     |
| 0     | 90 a 94 | 0     |
| 0     | 85 a 89 | 0     |
| 0     | 80 a 84 | 0     |
| 0     | 75 a 79 | 12    |
| 8     | 70 a 74 | 8     |
| 0     | 65 a 69 | 0     |
| 8     | 60 a 64 | 12    |
| 8     | 55 a 59 | 8     |
| 20    | 50 a 54 | 12    |
| 8     | 45 a 49 | 8     |
| 8     | 40 a 44 | 12    |
| 20    | 35 a 39 | 8     |
| 12    | 30 a 34 | 20    |
| 12    | 25 a 29 | 20    |
| 12    | 20 a 24 | 8     |
| 24    | 15 a 19 | 12    |
| 12    | 10 a 14 | 20    |
| 16    | 5 a 9   | 8     |
| 8     | 0 a 4   | 28    |

## Economia
El 2007 la població en edat de treballar era de 279 persones, 203 eren actives i 76 eren inactives. De les 203 persones actives 181 estaven ocupades (98 homes i 83 dones) i 22 estaven aturades (11 homes i 11 dones). De les 76 persones inactives 25 estaven jubilades, 21 estaven estudiant i 30 estaven classificades com a «altres inactius».

### Ingressos
El 2009 a Domèvre-en-Haye hi havia 140 unitats fiscals que integraven 462 persones, la mediana anual d'ingressos fiscals per persona era de 15.169,5 €.

### Activitats econòmiques
Dels 20 establiments que hi havia el 2007, 1 era d'una empresa extractiva, 1 d'una empresa de fabricació d'altres productes industrials, 3 d'empreses de construcció, 4 d'empreses de comerç i reparació d'automòbils, 1 d'una empresa de transport, 1 d'una empresa d'hostatgeria i restauració, 4 d'empreses de serveis, 4 d'entitats de l'administració pública i 1 d'una empresa classificada com a «altres activitats de serveis».
Dels 5 establiments de servei als particulars que hi havia el 2009, 1 era una oficina de correu, 1 fusteria, 2 lampisteries i 1 perruqueria.
L'únic establiment comercial que hi havia el 2009 era una botiga de menys de 120 m².

## Equipaments sanitaris i escolars
L'únic equipament sanitari que hi havia el 2009 era una farmàcia.
El 2009 hi havia una escola elemental integrada dins d'un grup escolar amb les comunes properes formant una escola dispersa.

## Poblacions més properes
El següent diagrama mostra les poblacions més properes.